# Alexandriai Szent Ambrus
Alexandriai Szent Ambrus (212 előtt – 250 körül) udvari hivatalnok, ókeresztény író.
Barátja volt a keresztény teológus Órigenésznek. Vonzotta tanára hírneve, ezért 212-ben meglátogatta az alexandriai kateketikai iskolát. A kezdetben gnoszticista valentinus és markionista Ambrosziosz Órigenész tanításai következtében elvetette korábbi elveit és Órigenész állandó társa lett, majd diakónussá szentelték. Órigenészt faggatta kérdéseivel, és sürgette őt, hogy megírja a Bibliával kapcsolatos kommentárját, és jómódú nemes és udvaronc mivolta miatt elláthatta tanárát könyvekkel és titkárokkal, hogy segítsék kutatásaiban.
240-ben Órigenész meglátogatta Nikodémiában, neki diktálta le az Intés a vértanúságra című munkáját. A Maximinus Thrax római császár által elrendelt keresztényüldözések alatt is hű maradt hitéhez. Órigenész szeretettel beszélt Ambroszioszról, mint egy kiváló irodalmi és tudományos érzékkel rendelkező emberről. Órigenész minden 218 után írt művét neki ajánlotta (On Martyrdom, Contra Celsum, Commentary on St. John's Gospel, On Prayer). Ambrosziosz Órigenésznek írt levelei elvesztek, mindössze az egyik egy darabja maradt fenn.
Ambroszioszt a kereszténység egyes ágaiban szentként tisztelik, a római katolikus egyház március 7-én ünnepli őt.

## Fordítás
Ez a szócikk részben vagy egészben  az   Ambrose of Alexandria című angol Wikipédia-szócikk fordításán alapul.  Az eredeti cikk szerkesztőit annak laptörténete sorolja fel. Ez a jelzés csupán a megfogalmazás eredetét és a szerzői jogokat jelzi, nem szolgál a cikkben szereplő információk forrásmegjelöléseként.